# Ercole e Onfale
Ercole e Onfale è un dipinto a olio su tela (278x216 cm) realizzato nel 1603 da Peter Paul Rubens, conservato nel Museo del Louvre di Parigi.
Raffigura Ercole costretto per punizione a fare lo schiavo con le ancelle della regina Onfale di Lidia. Onfale lo dileggia e lo costringe a fare lavori femminili come filare la lana, mentre lei indossa la sua pelle di leone.

## Descrizione
Ercole e Onfale sono ritratti seminudi: la regina si trova in piedi nel lato destro del quadro, sullo zoccolo di un sarcofago, indossa la pelle del leone nemeo e si appoggia alla clava dell'eroe; Ercole, che porta un fazzoletto da donna tra i capelli, è seduto su una sedia dai piedi zoomorfi sopra il mantello rosso della regina, al centro della composizione, con una conocchia in una mano e il filo nell'altra. La regina gli tira un orecchio mentre uno schiavo, anche lui vestito da donna, si trova dietro di lui, e fila la lana come degli altri schiavetti che si trovano in ginocchio in basso a sinistra, i quali osservano la scena. Un cane bianco (simbolo di fedeltà) si trova a destra dei piedi incrociati della sovrana.
Sullo sfondo del quadro si trovano delle strutture e delle sculture antiche (un pilastro, un'arcata, dei festoni, un busto di Pan), mentre in primo piano, accanto ai piedi dell'eroe, sullo zoccolo di un sarcofago di trova un bassorilievo che ritrae un toro condotto da un carro.